# Nature morte au gibier, légumes et fruits
Nature morte au gibier, légumes et fruits est un tableau peint par Juan Sánchez Cotán en 1602. Il mesure 68 cm de haut sur 88 cm de large. Il est conservé au Musée du Prado à Madrid.